# Tadeusz Gede

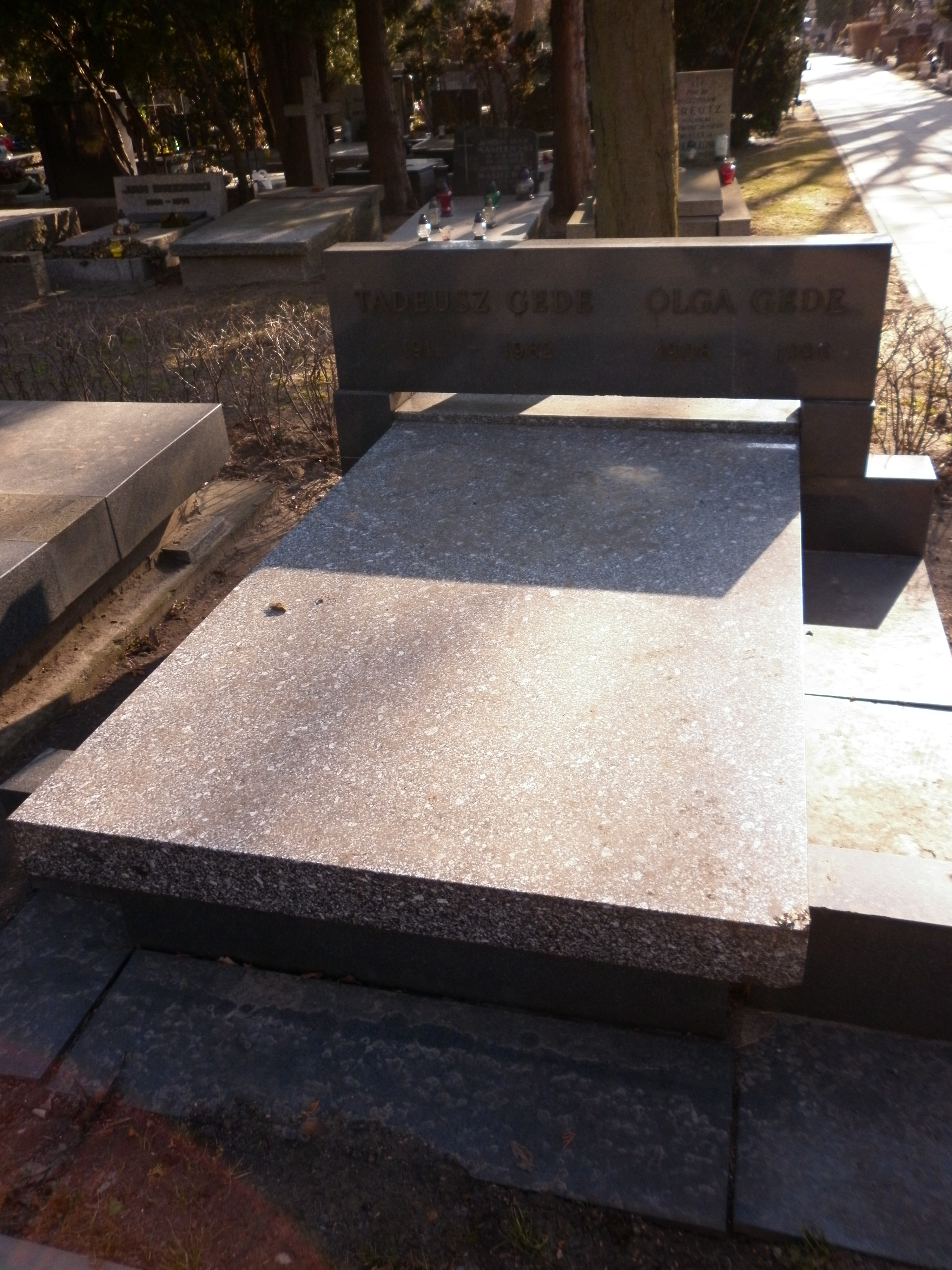
Grób Tadeusza Gedego i jego żony Olgi na cmentarzu Wojskowym na Powązkach w Warszawie

Tadeusz Gede (ur. 28 marca 1911 w Tbilisi, zm. 4 marca 1982 w Warszawie) – polski inżynier elektryk, dyplomata i polityk. Poseł na Sejm PRL I, III i IV kadencji, minister handlu zagranicznego (1949–1952), w latach 1952–1956 wiceprezes Rady Ministrów. Wieloletni ambasador i członek KC PZPR.

## Życiorys
Urodził się 28 marca 1911 w Tbilisi, w inteligenckiej rodzinie Ottona i Stanisławy. Po zdaniu matury podjął studia na Politechnice Warszawskiej, które ukończył w 1934. 
W II Rzeczypospolitej działał w Organizacji Młodzieży Socjalistycznej „Życie” (1932–1934) oraz Komunistycznym Związku Młodzieży Polski.
W czasie okupacji mieszkał w Warszawie. Po powstaniu warszawskim pracował jako robotnik rolny w Radowiskach w powiecie Błonie.
W 1945 zastępca kierownika grupy operacyjnej „Pomorze” w Bydgoszczy z polecenia Ministerstwa Przemysłu oraz naczelnik wydziału przemysłowego Urzędu Wojewódzkiego w Bydgoszczy. W latach 1945–1946 delegat Ministerstwa Przemysłu na Dolny Śląsk, od 1946 wicedyrektor departamentu ekonomicznego, a następnie od 1947 dyrektor departamentu kontroli Ministerstwa Przemysłu i Handlu.
W 1945 wstąpił do Polskiej Partii Robotniczej, a następnie do Polskiej Zjednoczonej Partii Robotniczej. Kolejno pełni funkcje delegata Ministra Przemysłu na Dolny Śląsk, dyrektora Departamentu Ekonomiczno-Socjalnego w Ministerstwie Przemysłu i Handlu. W latach 1953–1971 był członkiem Komitetu Centralnego PZPR, a następnie do 1975 Centralnej Komisji Rewizyjnej. Pełnił mandat poselski na Sejm PRL I, III i IV kadencji, w latach 1949–1952 minister handlu zagranicznego, a od 1952 do 1956 wiceprezes Rady Ministrów, w okresie 1959–1968 I zastępca przewodniczącego Komisji Planowania przy Radzie Ministrów.
W latach 1957–1959 ambasador PRL w Związku Radzieckim i w Mongolii, a od 16 grudnia 1968 do 3 stycznia 1973 w Niemczech Wschodnich.
Mieszkał w Warszawie. Był żonaty z Olgą z domu Wundr (1908–1996). Małżeństwo miało córkę Krystynę.
Zmarł 4 marca 1982. W pogrzebie Tadeusza Gedego w dniu 10 marca 1982 uczestniczyli m.in. zastępca przewodniczącego Rady Państwa prof. Kazimierz Secomski oraz wicepremier prof. Zbigniew Madej, który pożegnał zmarłego w imieniu rządu PRL. W imieniu przyjaciół przemawiał Franciszek Blinowski. Pochowany na cmentarzu Wojskowym na Powązkach (kwatera 32A-tuje-22).

## Ordery i odznaczenia
- Order Sztandaru Pracy I klasy
- Krzyż Komandorski z Gwiazdą Orderu Odrodzenia Polski (1964)[4][5]
- Krzyż Kawalerski Orderu Odrodzenia Polski (19 lipca 1946)[6][5]
- Medal 10-lecia Polski Ludowej (1955)
- Order Flagi Narodowej I stopnia (KRLD, 1954)[7]